# Silbannacus
Silbannacus (Sylbannak, Marcius ?/Marinus ? Silbannacus) – uzurpator rzymski z czasów po panowaniu Treboniana Galla (251–253). Mógł być jednym z dowódców późniejszego cesarza Waleriana.
Utożsamiony na podstawie dwóch przypadkowo znalezionych monet  wybitych w mennicy miasta Rzym – dwudenarów (antoninianów) z awersową inskrypcją IMP MAR SILBANNACVS AVG. Pozwalają one ustalić właściwą datę jego niezwykle krótkiego, przypuszczalnie kilkutygodniowego panowania (najpewniej w Wiecznym Mieście) na jesień 253 roku n. e., tj. po śmierci Emiliana, a przed przejęciem władzy przez Waleriana.
Wcześniej uważany za uzurpatora z czasów Filipa Araba (244-249) lub Trajana Decjusza (249–251). Poza tym postać całkowicie nieznana ze starożytnych źródeł historiograficznych i epigraficznych. Informacja o odnalezieniu trzeciej monety tego władcy nie została dotychczas autorytatywnie potwierdzona.